# Матильда де Перси, графиня Уорик
Матильда (Мод) де Перси (англ. Matilda (Mod) de Percy; ум. между ноябрём 1202 и 13 октября 1204) — графиня Уорик, дочь и одна из наследниц Уильяма де Перси из Топклифа от первого брака с Алисой де Тонбридж, жена Уильяма де Бомона, 3-го графа Уорика.

## Биография
Мод была дочерью и одной из наследниц барона Уильяма де Перси из Топклифа от первого брака с Алисой де Тонбридж. Поскольку все сыновья Уильяма умерли раньше отца, то после его смерти обширные владения Перси в Йоркшире, Линкольншире, Эссексе и Хэмпшире были разделены между мужьями Мод и её сестры Агнес. При этом Жоселин и Агнес получили львиную долю земель Перси. Согласно «Красной книге Эксетера» около 1194/1195 года Мод владела частью наследства отца в Йоркшире.
Мод была замужем за Уильямом де Бомоном, 3-м графом Уориком. Уильям умер в 1184 году. Поскольку Мод осталась бездетной, то её наследницей оказалась сестра, Агнес. Старший из племянников Мод, Генри де Перси, умер до 1198 года, оставив малолетнего сына Уильяма. Однако Мод завещала половину своих владений Ричарду де Перси, младшему брату Генри, заключив с сестрой соглашение о том, что владения Перси должны остаться неразделёнными. Это дало повод Ричарду после смерти Агнес и Мод узурпировать баронский титул и владения матери в обход прав малолетнего племянника. В результате достигнутого компромисса большая часть владений Матильды унаследовал Уильям де Перси, однако после достижения совершеннолетия он предъявил права и на остальные владения, которыми владел Ричард. Юридический спор о наследстве Перси продолжался до самой смерти Ричарда.
Имя Мод упоминается в акте о пожертвовании аббатству Соли для поминания души её брата Алана де Перси.

## Брак и дети
Муж: ранее 28 декабря 1175 года Уильям де Бомон (до 1140 — 15 ноября 1184), 3-й граф Уорик с 1153. Детей не было.